# Black Elk

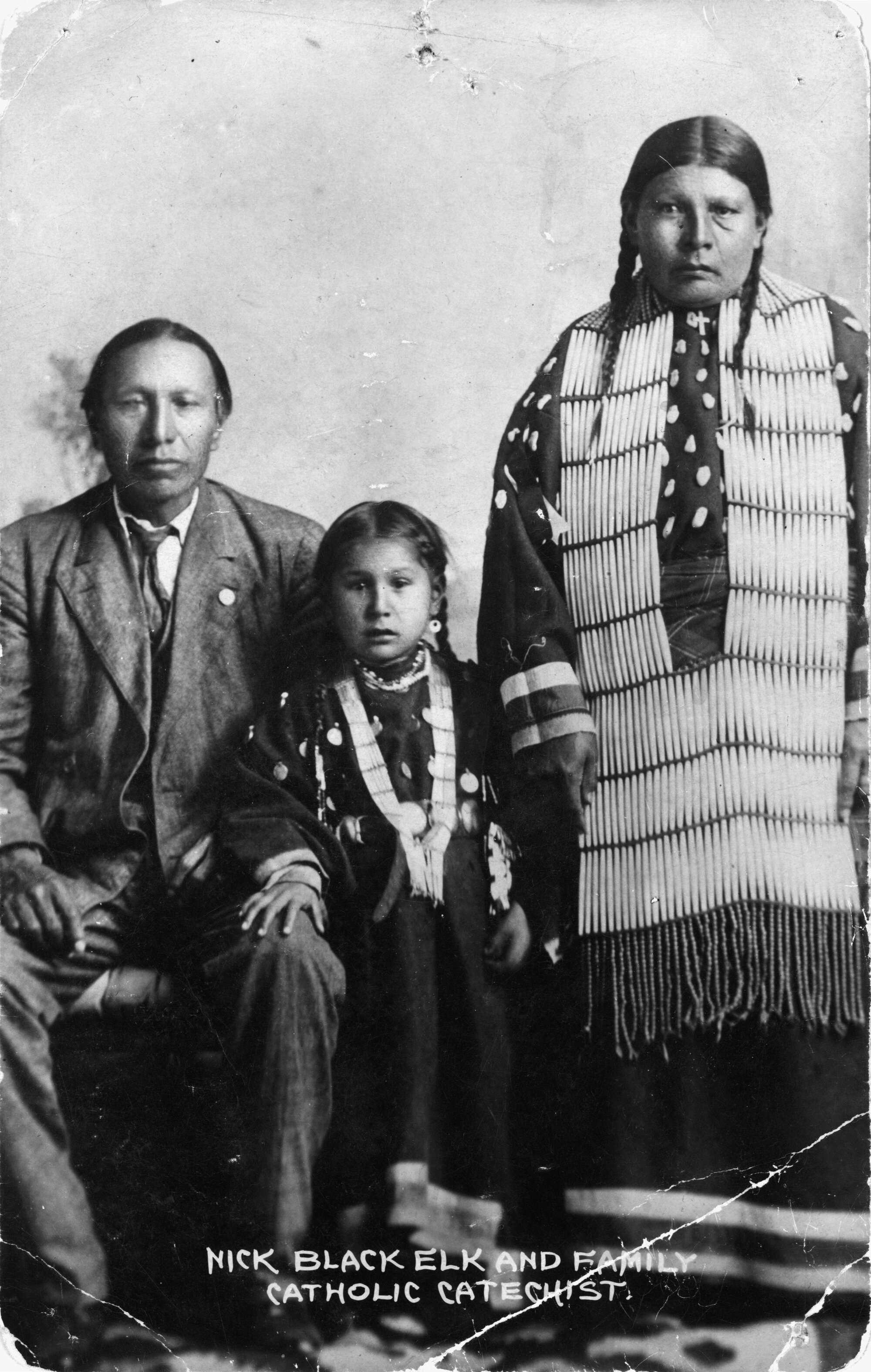
Black Elk mit Frau und Tochter

Nicholas Black Elk („Schwarzer Hirsch“ oder eigentlich „Schwarzer Wapiti“; Hehaka Sapa; * 1863; † 19. August 1950) war ein Wichasha Wakan (Medizinmann, Heiliger Mann) der Oglala-Lakota-Indianer und katholischer Katechist in der Pine-Ridge-Reservation, South Dakota.

## Herkunft und Familie
Black Elk stammte aus einer Familie von Medizinmännern der Oglala. Die Familie gehörte wie Red Cloud und Crazy Horse zur Band der Bad Faces, der stärksten Band der nördlichen Oglala. Sein Vater, Großvater und Urgroßvater trugen ebenfalls den Namen Black Elk und waren Medizinmänner. Sein Großvater wurde von Pawnee getötet, als der junge Black Elk noch ein Kleinkind war – von dem Urgroßvater ist nur wenig bekannt. Über einen Urgroßvater väterlicherseits war Black Elk als Cousin zweiten Grades mit Crazy Horse verwandt.
Black Elks Mutter wurde als White Cow Sees geboren und erhielt als Erwachsene den Namen Leggings Down. Nach der Holy Rosary Mission soll ihr Geburtsjahr in 1844 liegen, das heißt bei der Geburt von Black Elk wäre sie neunzehn Jahre alt gewesen. Sie war zunächst mit dem Onkel von Black Elk verheiratet, aus dieser Ehe stammt Black Elks Halbbruder und Cousin Runs in the Center. Nach dem Tod des Onkels heiratete Leggings Down den Bruder ihres Ehemannes, also Black Elks Vater. Insgesamt war Black Elk das siebte von neun Kindern: er hatte mit Runs in the Center einen Halbbruder, fünf Schwestern und zwei jüngere Brüder. Nur von zwei Schwestern namens Jenny Shot Close und Grace Pretty Bird ist der Name überliefert, sie hielten ihr Leben lang eine enge Verbindung zu Black Elk.

## Leben

### Kindheit und Jugend
Black Elk wurde 1863 geboren, am Flussufer des Little Powder River, wahrscheinlich im Gebiet des heutigen US-Bundesstaates Wyoming. Der genaue Tag und Monat seiner Geburt sind unsicher. In den Interviews mit John G. Neihardt gab Black Elk zwar den 6. Dezember als seinen Geburtstag an, dies war aber der Tag seiner katholischen Taufe 1904. Dennoch wurde dieses Datum von Neihardt und vielen Autoren übernommen. Wahrscheinlicher sind aber die Angaben von Black Elks Mutter, nach der die Geburt im Monat, wenn „die Traubenkirschen reif sind“ stattfand. Dies ließe auf die Zeit um Ende Juni und Juli schließen. Acht Tage nach seiner Geburt bekam er den Namen Kahnigapi, also „Ausgewählter“. Erst später nach seiner Vision sollte er wie sein Vater, Großvater und Urgroßvater den Namen Black Elk bekommen. Sein Vater und dessen Vater waren angesehene Heiler („Medizinmänner“) unter den Oglala-Lakotas. Auch für Black Elk zeigte sich früh diese Berufung: Im Alter von neun Jahren widerfuhr ihm eine Vision, die sein Leben prägte und seine spätere Bedeutung als spiritueller Wegweiser grundlegte. Sehr verkürzt ausgedrückt – die Original-Niederschrift des Berichts, den er sechzig Jahre später davon gab, umfasst dreißig Druckseiten – gaben ihm darin die „Donnerwesen“, mythische Kräfte der Lakota-Religion, Einblick in eine „andere Welt“ und verliehen ihm Kräfte, um den Menschen zu helfen, sie zu heilen und ihnen Freude und Zufriedenheit zu bringen, aber auch zerstörerische Kräfte, um sie vor ihren Feinden zu schützen. Dieses Wissen und seine besonderen Fähigkeiten zeigten sich spontan von Zeit zu Zeit und belasteten den Jungen sehr. Seine Sonderrolle und die Last der Beauftragung durch die „Donnerwesen“ steigerten sich zu Angstzuständen, von denen er sich erst im Alter von achtzehn Jahren dadurch befreien konnte, dass er in einem öffentlichen Tanz seine Vision und seine spirituelle Berufung darstellte. Von da an wurde er bei den Oglala zu einem anerkannten und gesuchten Heiler.

### Wild-West-Shows

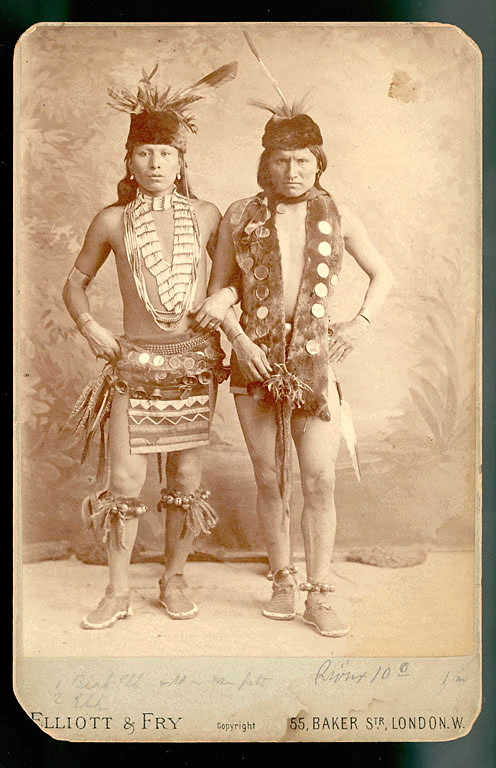
Black Elk (links) zur Zeit von Buffalo Bill’s Wild West Show in London (1887)

Black Elk wuchs in seine spirituelle Rolle hinein in einer Zeit, da sich das Leben der Plains-Indianer in einem epochalen Umbruch befand. Das unaufhaltsame Vordringen der weißen Soldaten und Siedler erschütterte ihre traditionelle Lebensweise, weckte aber auch bei manchen Verantwortungsbewussten und Mutigen das Verlangen nach mehr Wissen über die Welt der Weißen. Eine Möglichkeit, diese fremde und bedrohliche Welt kennenzulernen, bot das in diesen Jahren entstehende Show-Geschäft. Im Frühjahr 1886 ließ sich auch Black Elk in Pine Ridge von William Frederick Cody als Mitglied einer Show-Indianer-Truppe anheuern. Mit Buffalo Bill's Wild West zog Black Elk dann durch die USA bis zum Madison Square Garden in New York. Zum Programm gehörten Überfälle von Indianern auf Postkutschen und Siedler, sogenannte Kriegstänze und andere aktionsreiche Szenen des Wild-West-Repertoires, als dessen Haupterfinder „Buffalo Bill“ Cody gilt. Die Vertragsbedingungen waren für die elenden Verhältnisse von Reservationsindianern günstig. Im Frühjahr 1887 setzte der „Wild West“ über den Atlantik zur ersten Europatournee, um zunächst aus Anlass des Goldenen Kronjubiläums der Königin Victoria in London zu gastieren. Black Elk erinnerte sich in seinem späteren Bericht noch mit Stolz und liebevollen Details an seinen Auftritt vor „Grandmother England“.
Mit drei anderen Lakotas verpasste Black Elk im Frühjahr 1888 in Manchester die Abfahrt des Schiffes, das den Wild West nach New York zurückbrachte. Die vier, von denen keiner Englisch konnte, schlugen sich nach London durch, wo sie sich einer kleinen Show anschlossen, und tingelten ein Jahr lang quer durch den Kontinent, über Deutschland und Frankreich nach Italien. In Neapel wollte Black Elk am liebsten eine Schiffsreise nach Palästina antreten, weil er dort, wo die christliche Religion entstanden war, den Ursprung der europäischen Überlegenheit vermutete; Geldmangel verhinderte dies aber. Im Sommer 1889 traf er in Paris wieder auf Buffalo Bill und seinen Wild West, schlug aber eine Einladung zum Mitmachen aus, denn aufgrund eines Traumgesichts war er über die Lage zuhause besorgt. Cody bezahlte ihm das Rückfahrtticket. So kehrte er im Herbst 1889 nach Pine Ridge zurück und übernahm dort eine Anstellung in einem Ladengeschäft.

### Geistertanz-Bewegung
In den Reservationen der Sioux verbreitete sich damals der Geistertanz, eine religiöse Erweckungsbewegung, die ursprünglich von dem Paiute Wovoka verkündet worden war: Er versprach eine Wiederherstellung der alten indianischen Lebensweise, die Wiederkehr der ausgerotteten Büffel und das Verschwinden der Weißen, wenn man diesen Tanz beharrlich ausführte. Auch Black Elk nahm daran mit großer Zustimmung teil, da er die Botschaft des Geistertanzes als übereinstimmend mit seiner Vision ansah. Umso schrecklicher war die Enttäuschung durch das Erlebnis des Massakers bei Wounded Knee Ende Dezember 1890, bei dem an die 300 Männer, Frauen und Kinder der Miniconjou-Lakotas aus der Cheyenne-River-Reservation mit Chief Big Foot, die sich eigentlich hatten ergeben wollen, von US-Soldaten niedergemetzelt wurden, darunter Geistertänzer, die sich – entsprechend dem Geistertanzglauben – für unverwundbar gehalten hatten. Black Elk beteiligte sich an den auf das Massaker folgenden Schießereien der Oglala von Pine Ridge mit Soldaten und wurde dabei verwundet.

### Heirat und Konversion
Danach wirkte Black Elk als geachteter Heilkundiger. Er heiratete 1892 Katie War Bonnet, die vermutlich in den folgenden Jahren katholisch wurde. Im Jahre 1888 hatten in Pine Ridge deutsche Jesuitenpatres die Holy Rosary Mission gegründet, zwei Jahre nach der Errichtung der St. Francis Mission in der benachbarten Rosebud Reservation. Die beiden 1893 und 1895 geborenen Söhne Black Elks wurden 1895 getauft, auch der 1899 geborene dritte Sohn Benjamin. Der erstgeborene Sohn starb 1897, seine Frau Katie 1903. Um diese Zeit wendete sich auch Black Elk zur katholischen Kirche: Am 6. Dezember 1904 taufte ihn P. Joseph Lindebner, ein aus Mainz stammender Jesuit, nach zweiwöchiger Unterweisung auf den Namen Nicholas.
Um diese Zeit gehörten fast alle Lakotas wenigstens nominell einer christlichen Kirche an. 1906 heiratete Black Elk eine Witwe, Anna Brings White, ein aktives Mitglied des katholischen St.-Marien-Vereins. Ihre gemeinsame Tochter Lucy wurde im gleichen Jahr geboren. Black Elk wurde Mitglied des St.-Josephs-Vereins in der Gemeinde Manderson und aufgrund seines Eifers Katechist, also Laienhelfer der Missionare. Die etwa zehn Katechisten vertraten die Priester vor allem im sonntäglichen Wortgottesdienst durch Lesungen, Gesang und Katechismusunterricht in der Lakota-Sprache. Black Elks Wirken wurde von ihnen besonders geschätzt: In den Jahren 1907 bis 1912 schrieb er Berichte für den Lakota-sprachigen Catholic Herald, wirkte bei den alljährlichen großen Versammlungen der katholischen Sioux mit, die abwechselnd in den einzelnen Reservationen abgehalten wurden, reiste mit den Patres zu anderen Reservationen, missionierte selber unter den Arapahoes in Wyoming und baute mit einem anderen Katechisten in der Yankton Reservation eine Gemeinde auf. Sein als Katechist verdientes Geld verteilte er, wie es dem Verständnis der Lakotas von einem „heiligen Mann“ entsprach. Mit P. Eugene Buechel, der heute als der wichtigste Bewahrer der Lakota-Sprache und -Kultur unter den katholischen Missionaren gilt, arbeitete er mehrere Jahre eng zusammen, bevor dieser nach St. Francis in Rosebud versetzt wurde und ein anderer Weißer in sein Leben trat, der ihn zu einer posthumen Berühmtheit machen sollte: John G. Neihardt.

### Black Elk Speaksund die Zeit danach
Von ihm, einem preisgekrönten Dichter aus Nebraska, erhielt Black Elk im August 1930 erstmals Besuch. Neihardt recherchierte für den letzten Band seines epischen Gedichtes A Cycle of the West, in dem er den Geistertanz und das Massaker am Wounded Knee behandeln wollte. Im Mai des folgenden Jahrs begann Neihardt mit seinen Interviews: Black Elks Sohn Ben übersetzte die Worte seines Vaters aus Lakota ins Englische, Neihardts Tochter Enid stenografierte. Im Wesentlichen gab Black Elk einen autobiografischen Bericht und ging ausführlich auch auf wichtige historische Ereignisse ein, gelegentlich unterstützt von Berichten anderer Lakotas. Am 15. Mai, im Rahmen eines großen Festes mit über zweihundert Teilnehmern, erklärte Black Elk Neihardt zu seinem Sohn, dem er die Vision weitergeben werde, und gab ihm den Namen Flaming Rainbow. An den folgenden drei Tagen beschrieb er den Neihardts ausführlich und in dieser Form überhaupt zum ersten Mal die Vision, die er als Junge empfangen hatte, in Anwesenheit mehrerer älterer Lakota-Männer. Nach weiteren Erzählungen, auch anderer Männer, fuhren die Neihardts am 30. Mai mit Black Elk zum Abschluss der Interviews in die Black Hills auf den Harney Peak, den Ort von Black Elks Vision.
Im darauffolgenden Jahr 1932 erschien das Buch unter dem Titel Black Elk Speaks: Being the Life Story of a Holy Man of the Oglala Sioux as told to John G. Neihardt (später as told through). Es erhielt positive Kritiken, aber keine große Verbreitung. Auf Drängen der Missionare, die von der Verwurzelung ihres Musterkatechisten in der traditionellen Lakota-Religion überrascht waren, unterzeichnete er im Januar 1934 ein Dokument in Lakota und Englisch, in dem er seinen katholischen Glauben bekräftigte. Zugleich bestand der Kontakt mit den Neihardts weiter, die im Sommer des gleichen Jahres zu Besuch weilten. Ab 1935 trat er in den Black Hills bei Vorführungen indianischer Kultur für Touristen als „medicine-man“ auf – und die Jesuitenmission warb mit seinem Bild als Katechist. 1941 starb seine Frau, auch er selber wurde immer kränklicher und musste zeitweise ins Krankenhaus.
Tief beeindruckt von Black Elk Speaks suchte 1947 Joseph Epes Brown, damals ein College-Student, Black Elk auf und durfte für acht Monate bei ihm in Manderson wohnen. Nach weiteren Besuchen 1948 und 1949 verfasste Brown The Sacred Pipe. Browns Absicht war es ursprünglich gar nicht gewesen, ein Buch zu schreiben, doch Black Elk wollte ihm weitere Glaubenslehren geben, diesmal über die heiligen Rituale der traditionellen Lakota-Religion, von denen er manche in den Black Hills schon vor Touristen demonstriert hatte; auch diesmal dolmetschte sein Sohn Ben.
Am 19. August 1950 starb Nicholas Black Elk, nach Empfang der letzten Ölung und hl. Kommunion. Er liegt auf dem Friedhof der katholischen Gemeinde St. Agnes in Manderson begraben.

## Bedeutung
Erst eine Neuauflage 1961 machte Black Elk Speaks zu einem der erfolgreichsten Bücher über die Ureinwohner Nordamerikas. Die Entstehungsgeschichte des Buches ist dann von Raymond J. DeMallie gründlich aufbereitet worden, mitsamt einer Biographie Black Elks. Er hat die Originalaufzeichnungen der Interviews herausgegeben, die Neihardt mit Black Elk führte und die in manchen Punkten die Eingriffe von Neihardt und dessen Sichtweise erkennen lassen. So beendet z. B. Neihardt die Schilderung des Wounded-Knee-Massakers am Schluss des Buches mit dem vielzitierten Satz (in der deutschen Fassung): „[…] der Ring des Volkes ist zerbrochen und zerfallen. Es gibt keine Mitte mehr, und der heilige Baum ist tot“; indessen endete Black Elks Bericht, laut Interview-Protokoll, damit, wie nach dem Massaker die Lakotas Rat hielten und beschlossen, angesichts des strengen Winterwetters lieber Frieden mit der US-Armee zu schließen – und dem fügte Black Elk als allerletzten Satz hinzu „Two years later I was married.“
Die Haltung Black Elks zum Katholizismus und seine Rolle in der Missionsgemeinde ist in Black Elk Speaks ausgeblendet. Jedoch wird dieser Punkt heute am heftigsten diskutiert, denn Black Elk verkörpert nicht nur die spirituelle Tradition der Oglala-Lakotas, sondern auch den Missionskatholizismus seiner Zeit, und zwar aus der Sicht der Missionierten. Ob er diese beiden Formen der Religiosität, biographisch gesehen, in seinem langen Leben nacheinander durchlebte, ob er sie als unlösbare Gegensätze empfand oder ob, und inwieweit, es ihm gelang, sie miteinander in Verbindung und in gegenseitigen Austausch zu bringen – dazu gibt es mittlerweile pointierte Positionen sowohl in der Literatur als auch in den Gemeinden, unter und zwischen Vertretern der traditionellen Lakota-Religion wie der christlichen Theologie.
Auch im deutschen Sprachraum erfreuen sich die beiden Bücher mittlerweile großer Beliebtheit: Die erste deutsche Übersetzung von Black Elk Speaks erschien 1955 in der Schweiz (unter dem Titel Ich rufe mein Volk, mit der nicht ganz korrekten Übersetzung seines Namens als Schwarzer Hirsch – Elk ist der nordamerikanische Wapiti), vermutlich auf Anregung von Carl Gustav Jung, den das Buch während einer Vortragsreise in Amerika stark beeindruckt hatte. 1978 erschien auch das Buch von Joseph Epes Brown unter dem Titel Die heilige Pfeife. Die differenzierten und engagierten Diskussionen um das Verhältnis von traditioneller und christlicher Religion, die sich in Nordamerika an der Person des Katechisten-Medizinmanns Nicholas Black Elk entzünden, sind freilich bisher in der deutschsprachigen Öffentlichkeit kaum wahrgenommen worden. Die Black Elk Speech wurde u. a. in den, mit dem Native American Music Award als Best Historical Recording ausgezeichneten, Alben Ben Black Elk Speaks von Warfield Moose Jr. und At the Cross Roads von Red Hawk vertont.

## Werke (mit und über Nicholas Black Elk)
- John G. Neihardt: Schwarzer Hirsch – Ich rufe mein Volk. Leben, Visionen und Vermächtnis des letzten großen Sehers der Ogalalla-Sioux. Authentische Aufzeichnung des Indianer-Forschers John Neihardt. Göttingen, 13. Aufl. 2007.
- Joseph Epes Brown: Schwarzer Hirsch – Die heilige Pfeife. Das indianische Weisheitsbuch der sieben geheimen Riten. Aufgeschrieben von Joseph Epes Brown. Göttingen, 11. Aufl. 2007
- John G. Neihardt: Black Elk Speaks. Being the Life Story of a Holy Man of the Oglala Sioux as told through John G. Neihardt (Flaming Rainbow) by Nicholas Black Elk. Foreword by Vine Deloria Jr. with illustrations by Standing Bear. Lincoln, NE, and London 2004.
- John G. Neihardt: Black Elk Speaks: Being the Life Story of a Holy Man of the Oglala Sioux. Ed. Raymond J. DeMallie. Albany, NY 2008.
- Joseph Epes Brown: The Sacred Pipe. Black Elk's Account of the Seven Rites of the Oglala Sioux. Recorded and edited by Joseph Epes Brown. Norman, OK, and London 1989.
- Raymond J. DeMallie, ed.: The Sixth Grandfather. Black Elk's Teachings Given to John G. Neihardt. Lincoln, NE, and London 1984.
- Julian Rice: Black Elk's Story. Distinguishing Its Lakota Purpose. Albuquerque, NM 1991.
- Michael F. Steltenkamp: Black Elk. Holy Man of the Oglala. Norman, OK, and London 1993.
- Clyde Holler: Black Elk's Religion. The Sun Dance and Lakota Catholicism. Syracuse, NY 1995.
- Hilda Neihardt: Black Elk and Flaming Rainbow. Personal Memories of the Lakota Holy Man and John Neihardt. Lincoln, NE, and London 1995.
- Karl Markus Kreis: Indianische Spiritualität und christlicher Glaube: Der Seher und Katechet Black Elk. In: Orientierung Nr. 18, 62. Jahrgang 1998, S. 196–200.
- Clyde Holler, ed.: The Black Elk Reader. Syracuse, NY 2000.
- Esther Black Elk DeSersa et al.: Black Elk Lives. Conversations with the Black Elk Family. Ed. by Hilda Neihardt and Lori Utecht. Lincoln, NE, and London 2000.
- Joseph Epes Brown: The Spiritual Legacy of the American Indian. Commemorative Edition with Letters While Living with Black Elk. Ed. by Marina Brown Weatherly et al. Bloomington, IN 2007.
- Michael F. Steltenkamp: Nicholas Black Elk: Medicine Man, Missionary, Mystic. Norman, OK 2009.
- Joe Jackson: Black Elk. The Life of an American Visionary. New York, 2016.